# Michael Bergin
Michael John Bergin (Waterbury, Connecticut; 18 de marzo de 1969) es un modelo estadounidense. Se considera que ha sido uno de los primeros hombres en alcanzar la categoría de top model, categoría hasta entonces reservada a mujeres como Cindy Crawford, Elle Macpherson y Naomi Campbell.
Bergin asistió a la Universidad de Connecticut, y es más conocido por ser el sucesor de Mark Wahlberg como imagen de Calvin Klein de los anuncios de ropa interior en blanco y negro. Además de su papel de alto perfil como el "cuerpo" para Calvin Klein, Bergin ha desfilado por las pasarelas de Nueva York, París y Milán de Valentino, Calvin Klein, Gianfranco Ferré, Giorgio Armani, Yves Saint Laurent y Donna Karan y fue el modelo exclusivo de Claiborne para hombres, una división de Liz Claiborne, Inc., durante más de tres años. También ha sido imagen de Kellogg's, ron Bacardí, L'Oréal, Maybelline, Valentino, Perry Ellis y Liz Claiborne. Bergin pertenecía a la agencia Wilhelmina Models de Nueva York, y Nueva York Model Management.
En televisión es recordado por haber interpretado al socorrista J.D. Darius en la exitosa serie Baywatch entre 1997 y 2001.